# Amphicoma carceli
Amphicoma carceli es una especie de coleóptero de la familia Glaphyridae.

## Distribución geográfica
Habita en Italia.